# Диск Ейрі

Створене комп'ютером зображення диска Ейрі. Інтенсивність сірого кольору бул/ змінено, щоб посилити яскравість зовнішніх кіл візерунка Ейрі.

В оптиці диск Ейрі  та візерунок Ейрі описують найкраще сфокусовану світлову пляму, яку може створити ідеальна лінза з круглою апертурою , обмежена дифракцією світла. Диск Ейрі має значення у фізиці, оптиці та астрономії.
Дифракційний візерунок, що виникає під час проходження світла через рівномірно освітлений круглий отвір, має яскраву ділянку в центрі, відому як диск Ейрі. Загалом дифракційний візерунок, що включає пляму та концентричні яскраві кільця навколо неї, відомий як візерунок Ейрі. Ці явища отримали назву на честь Джорджа Бідделя Ейрі. Це оптичне явище саме по собі було відоме ще до Ейрі. Наприклад, Джон Гершель описав появу яскравої зірки, яку можна побачити в телескоп під великим збільшенням, для статті про світло для Encyclopedia Metropolitana 1828 року:
|                | ...тоді зірка виглядає (за сприятливих умов спокійної атмосфери, рівномірної температури тощо) як ідеально круглий, чітко окреслений планетарний диск, оточений двома, трьома чи більше кільцями, що чергуються темними й яскравими, які, якщо при уважному огляді видно, що вони злегка забарвлені на своїх краях. Вони змінюють один одного майже на рівних інтервалах навколо центрального диска... |
| — Джон Гершель | |

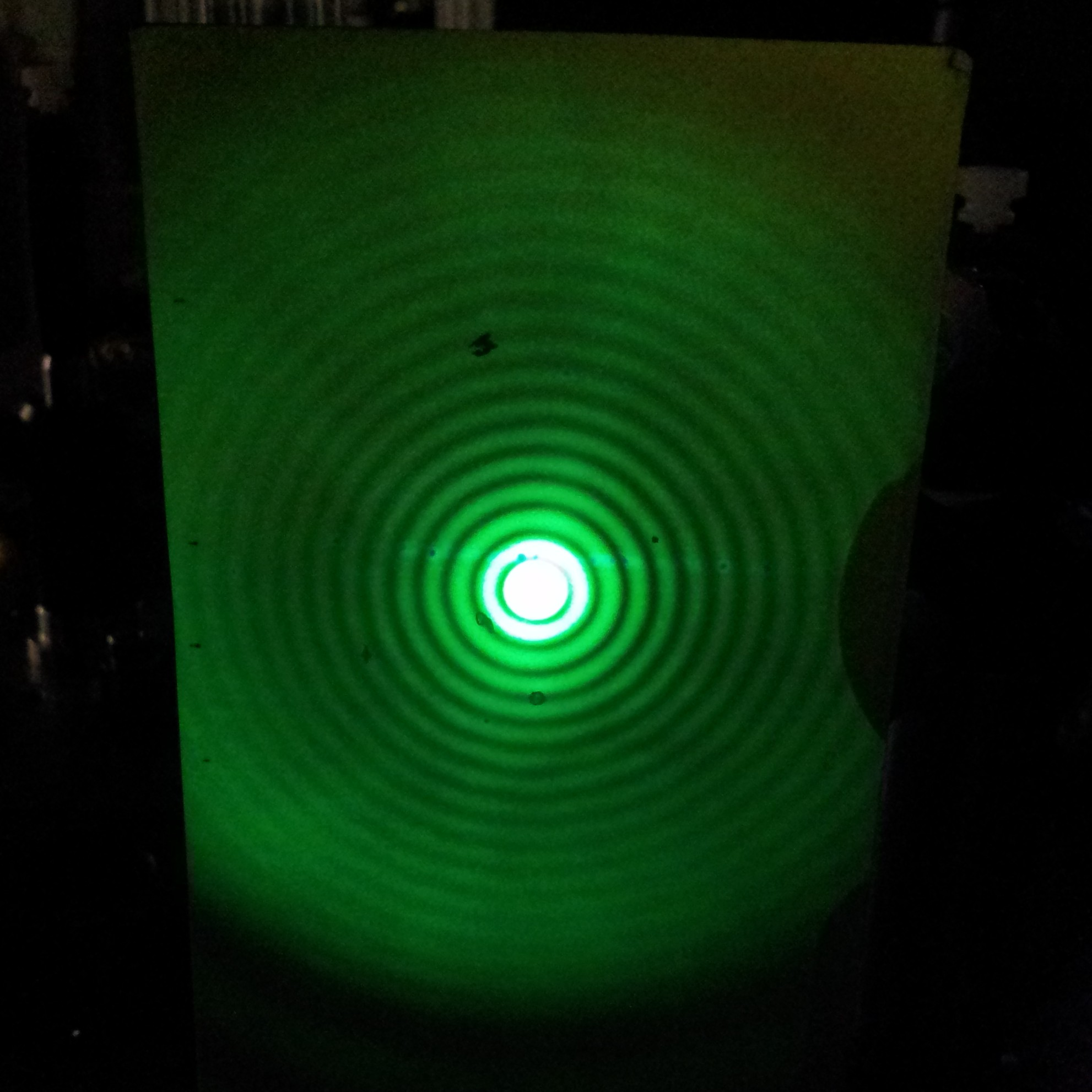
Реальний вигляд диска Ейрі, створений проходженням лазерного променя через точковий отвір

Однак саме Ейрі вперше зробив повний теоретичний аналіз явища і дав йому пояснення у своїй роботі 1835 «Про дифракцію в об'єктиві з круговою апертурою» (англ. «On the Diffraction of an Object-glass with Circular Aperture»).
Найважливішим застосуванням цієї концепції є фотокамери, мікроскопи та телескопи. Завдяки дифракції найменша точка, до якої лінза або дзеркало може сфокусувати промінь світла, дорівнює розміру диска Ейрі. Навіть якби вдалося виготовити ідеальну лінзу, роздільна здатність зображення, створеного такою лінзою, все одно має обмеження. Оптична система, в якій роздільна здатність більше не обмежується недоліками лінз, а лише дифракцією, називається дифракційно обмеженою.

## Розмір
Подалі від апертури кут, під яким виникає перший мінімум, виміряний від напрямку вхідного світла, визначається приблизною формулою:
{\displaystyle \sin \theta \approx 1.22{\frac {\lambda }{d}}}
або, для малих кутів, просто
{\displaystyle \theta \approx 1.22{\frac {\lambda }{d}},}
де θ - в радіанах, λ - довжина хвилі світла в метрах, а d - діаметр апертури в метрах. Повна ширина при половинному максимумі визначається за формулою {\displaystyle \theta _{\mathrm {FWHM} }=1.025{\frac {\lambda }{d}}.}
Ейрі записав це відношення як
{\textstyle s={\frac {2.76}{a}},}
де s - кут першого мінімуму в секундах дуги, 𝑎 - радіус апертури в дюймах, а довжина хвилі світла приймалася рівною 0,000022 дюйма (560 нм; середнє значення довжини видимої хвилі). Це дорівнює кутовій роздільній здатності круглої апертури. Критерій Релея для ледь помітного розрізнення двох об'єктів, які є точковими джерелами світла, наприклад, зірок, що спостерігаються в телескоп, полягає в тому, що центр диска Ейрі для першого об'єкта збігається з першим мінімумом диска Ейрі для другого. Це означає, що кутова роздільна здатність системи з дифракційним обмеженням визначається тими самими формулами.
Однак, якщо кут, під яким виникає перший мінімум (який іноді називають радіусом диска Ейрі), залежить тільки від довжини хвилі і розміру апертури, то вигляд дифракційної картини буде залежати від інтенсивності (яскравості) джерела світла. Оскільки будь-який детектор (очний, плівковий, цифровий), що використовується для спостереження дифракційної картини, може мати поріг інтенсивності для виявлення, повна дифракційна картина може бути невидимою. В астрономії зовнішні кільця часто не видно навіть на дуже збільшеному зображенні зорі. Може бути, що жодне з кілець не видно, і тоді зображення зорі виглядає як диск (лише центральний максимум), а не як повна дифракційна картина. Крім того, слабші зорі виглядатимуть як менші диски, ніж яскраві зорі, тому що менша частина їхнього центрального максимуму досягає порогу виявлення. Хоча теоретично всі зорі або інші "точкові джерела" певної довжини хвилі, видимі через певну апертуру, мають однаковий радіус диска Ейрі, що описується наведеним вище рівнянням (і однаковий розмір дифракційної картини), відрізняючись лише інтенсивністю, на практиці слабші зорі виглядають як менші диски, а яскравіші - як більші диски. Це описав Ейрі у своїй оригінальній роботі:
|                         | Швидке зменшення блиску в послідовних кільцях достатньо пояснює видимість двох або трьох кілець у дуже яскравої зорі і невидимість кілець у слабкої зорі. Різниця діаметрів центральних плям (або паразитних дисків) різних зір ... також повністю пояснюється. Так, радіус паразитного диска слабкої зорі, де світло менше половини інтенсивності центрального світла не справляє ніякого враження на око, визначається [s = 1.17/a], тоді як радіус паразитного диска яскравої зорі, де світло в 1/10 інтенсивності центрального світла є відчутним, визначається [s = 1.97/a]. |
| — Джорджа Бідделя Ейрі. | |

Незважаючи на цю особливість роботи Ейрі, радіус диска Ейрі часто називають просто кутом першого мінімуму, навіть у стандартних підручниках. Насправді, кут першого мінімуму є граничним значенням для розміру диска Ейрі, а не певним радіусом.

## Приклади

Логарифмічний графік залежності діаметра апертури від кутової роздільної здатності на дифракційній межі для різних довжин світлових хвиль у порівнянні з різними астрономічними інструментами. Наприклад, синя зірка показує, що космічний телескоп Хаббл має майже дифракційну межу у видимому спектрі на рівні 0,1 арксек, тоді як червоне коло показує, що людське око теоретично повинно мати роздільну здатність 20 арксек, хоча зір 20/20 має роздільну здатність лише 60 арксек (1 аркхвилину).

### Камери
Якщо два об'єкти, зняті камерою, розділені кутом, настільки малим, що їхні диски Ейрі на детекторі камери починають перекриватися, об'єкти більше не можуть бути чітко розділені на зображенні, і вони починають розмиватися разом. Вважається, що два об'єкти розрізняються, коли максимум першого аеродинамічного шаблону накладається на перший мінімум другого (критерій Релея).
Отже, найменша кутова відстань між двома об'єктами, яку вони можуть мати до того, як почнуть суттєво розпливатися, визначається, як зазначено вище, формулою
{\displaystyle \sin \theta =1.22\,{\frac {\lambda }{d}}.}
Таким чином, здатність системи розрізняти деталі обмежена співвідношенням λ/d. Чим більша апертура для даної довжини хвилі, тим дрібніші деталі можна розрізнити на зображенні.
Це також можна виразити як
{\displaystyle {\frac {x}{f}}=1.22\,{\frac {\lambda }{d}},}
де 𝑥 - відстань між зображеннями двох об'єктів на плівці, а 𝑓 - відстань від лінзи до плівки. Якщо вважати відстань від лінзи до плівки приблизно рівною фокусній відстані лінзи, то знайдемо
{\displaystyle x=1.22\,{\frac {\lambda \,f}{d}},}
але {\displaystyle {\frac {f}{d}}} це f-число об'єктива. Типовим значенням для використання в похмурий день буде f/8. Для фіолетового, найкоротшої довжини хвилі видимого світла, довжина хвилі λ становить близько 420 нанометрів (див. чутливість S-конічних елементів). Це дає значення для 𝑥 близько 4 мкм. У цифровій камері зменшення пікселів датчика зображення до розміру, меншого за половину цього значення (один піксель на кожен об'єкт, один на кожен проміжок між ними), не призведе до значного збільшення роздільної здатності зображення, що знімається. Однак це може покращити кінцеве зображення за рахунок надмірної дискретизації, що дозволить зменшити рівень шуму.

### Людське око

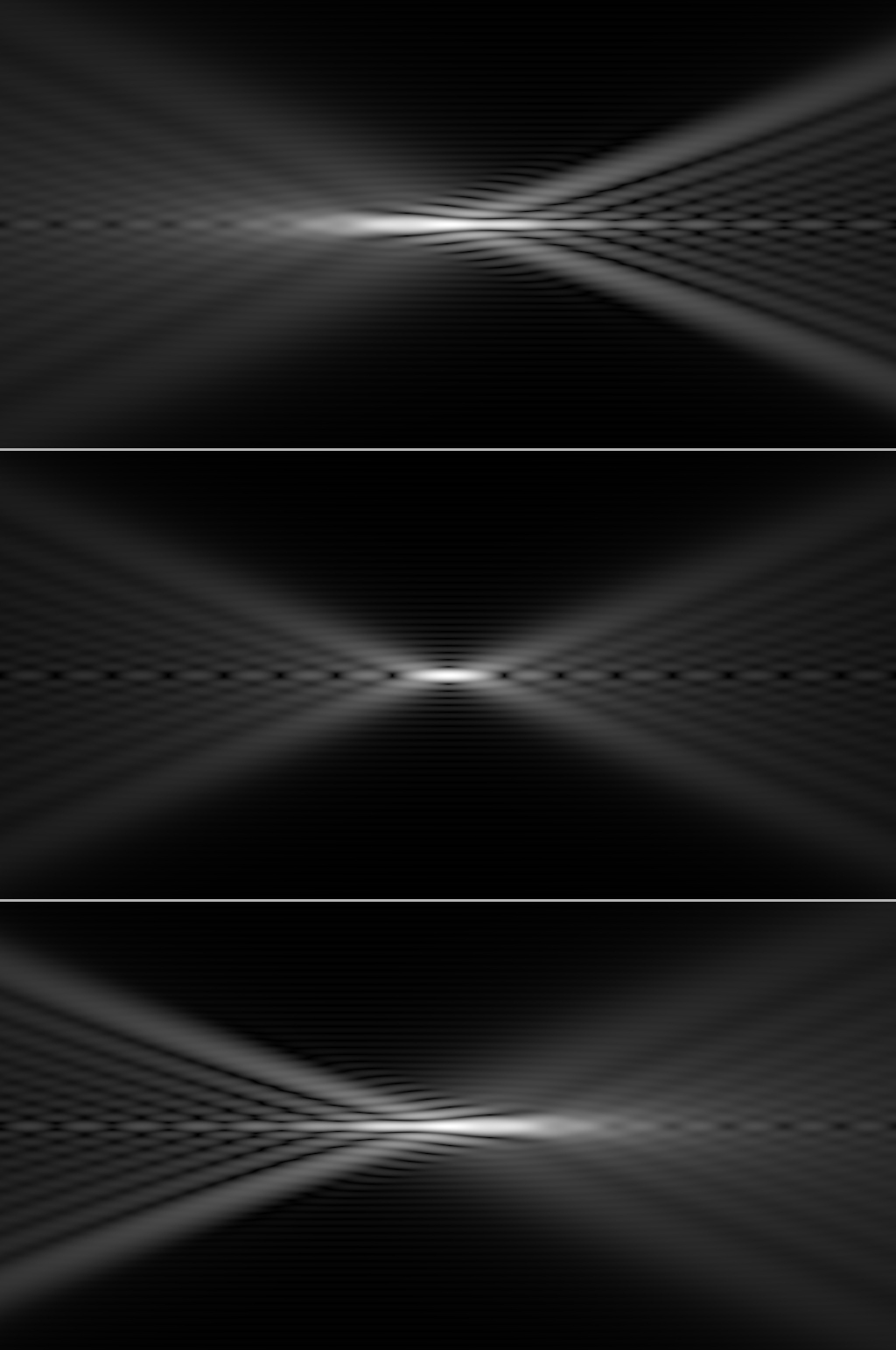
Поздовжні перерізи через сфокусований промінь з від'ємною, нульовою та додатною сферичною аберацією (вгорі), (в центрі) та (внизу). Лінза знаходиться ліворуч.

Найшвидше f-число для людського ока становить близько 2.1, що відповідає дифракційно-обмеженій функції розподілу точок діаметром приблизно 1 мкм. Однак при цьому числі сферична аберація обмежує гостроту зору, в той час як діаметр зіниці 3 мм (f/5.7) наближається до роздільної здатності, яку має людське око. Максимальна щільність колбочок у фовеа людини становить приблизно 170 000 на квадратний міліметр, що означає, що відстань між колбочками в людському оці становить близько 2,5 мкм, що приблизно дорівнює діаметру функції розподілу точок при f/5.

### Сфокусований лазерний промінь
Круговий лазерний промінь з рівномірною інтенсивністю по колу (промінь з плоскою вершиною), сфокусований лінзою, утворює у фокусі візерунок у вигляді диска Ейрі. Розмір повітряного диска визначає інтенсивність лазерного випромінювання у фокусі.

### Приціл
Деякі прицільні пристосування для зброї (наприклад, FN FNC) вимагають, щоб користувач сумістив мушку (задній, ближній приціл, тобто той, що буде розфокусований) з наконечником (який повинен бути сфокусований і накладений на ціль) на кінці ствола. Дивлячись у приціл, користувач помітить повітряний диск, який допоможе відцентрувати приціл над цівкою.

## Умови для спостереження
Світло від рівномірно освітленої круглої діафрагми (або від рівномірного плоского пучка) буде демонструвати дифракційну картину Ейрі далеко від діафрагми завдяки дифракції Фраунгофера (дифракція в далекому полі).
Умовами для перебування в далекому полі і прояву дифракційної картини Ейрі є: вхідне світло, що освітлює апертуру, є плоскою хвилею (без зміни фази вздовж апертури), інтенсивність постійна по всій площі апертури, а відстань 𝑅 від апертури, на якій спостерігається дифраговане світло (екранна відстань), велика порівняно з розміром апертури, а радіус 𝑎 апертури не набагато більший за довжину хвилі 𝜆 світла. Останні дві умови формально можна записати так.{\displaystyle R>a^{2}/\lambda .}
На практиці умови рівномірного освітлення можна виконати, розмістивши джерело освітлення далеко від апертури. Якщо умови для далекого поля не виконуються (наприклад, якщо діафрагма велика), дифракційну картину Ейрі можна також отримати на екрані набагато ближче до діафрагми, використовуючи лінзу відразу після діафрагми (або лінза сама може сформувати діафрагму). У цьому випадку дифракційна картина Ейрі буде сформована у фокусі лінзи, а не в нескінченності.
Отже, фокусна пляма рівномірного кругового лазерного променя (плоского променя), сфокусованого лінзою, також матиме повітряний візерунок.
У камері або системі візуалізації віддалений об'єкт зображується на плівку або площину детектора за допомогою об'єктива, і на детекторі спостерігається дифракційна картина далекого поля. Отримане зображення - це згортка ідеального зображення з повітряною дифракційною картиною через дифракцію від апертури діафрагми або через обмежений розмір об'єктива. Це призводить до кінцевої роздільної здатності системи лінз, описаної вище.

## Математичне формулювання

Дифракція від круглого отвору. Повітряна картина спостерігається, коли (тобто в дальньому полі)

Інтенсивність картини Ейрі відповідає дифракційній картині Фраунгофера для кругової апертури, яка задається квадратом модуля перетворення Фур'є для кругової апертури:
{\displaystyle I(\theta )=I_{0}\left[{\frac {2J_{1}(k\,a\sin \theta )}{k\,a\sin \theta }}\right]^{2}=I_{0}\left[{\frac {2J_{1}(x)}{x}}\right]^{2}}

Дифракція від отвору з лінзою. Зображення далекого поля буде (тільки) формуватися на екрані на відстані однієї фокусної відстані, де (f=фокусна відстань). Кут спостереження θ залишається таким самим, як і у випадку без лінзи.

де 𝐼0 максимальна інтенсивність патерну в центрі повітряного диска, 𝐽1 функція Бесселя першого роду першого порядку,{\displaystyle k={2\pi }/{\lambda }} це хвильовий номер, 𝑎 - радіус апертури, а 𝜃 - кут спостереження, тобто кут між віссю кругової апертури та лінією між центром апертури і точкою спостереження{\displaystyle x=ka\sin \theta ={\frac {2\pi a}{\lambda }}{\frac {q}{R}},}де q - радіальна відстань від точки спостереження до оптичної осі, а R - відстань до апертури. Зауважте, що диск Ейрі, як показано у вищенаведеному виразі, справедливий лише для великих R, де застосовується дифракція Фраунгофера; розрахунок тіні в ближньому полі слід виконувати, скоріше, за допомогою дифракції Френеля.
Однак точний візерунок Ейрі з'являється на скінченній відстані, якщо на апертурі розмістити лінзу. Тоді візерунок Ейрі буде ідеально сфокусований на відстані, заданій фокусною відстанню лінзи (за умови падіння колімованого світла на діафрагму), що визначається наведеними вище рівняннями.
Нулі в {\displaystyle J_{1}(x)} знаходяться на {\displaystyle x=ka\sin \theta \approx 3.8317,7.0156,10.1735,13.3237,16.4706\dots .} Звідси випливає, що перше темне кільце на дифракційній картині виникає там, де {\displaystyle ka\sin {\theta }=3.8317\dots ,} чи 
{\displaystyle \sin \theta \approx {\frac {3.83}{ka}}={\frac {3.83\lambda }{2\pi a}}=1.22{\frac {\lambda }{2a}}=1.22{\frac {\lambda }{d}}.}
Якщо для фокусування шаблону Airy на скінченній відстані використовується лінза, то радіус 𝑞1 першого темного кільця на фокальній площині задається виключно числовою апертурою A (тісно пов'язаною з f-числом) за формулою
{\displaystyle q_{1}=R\sin \theta _{1}\approx 1.22{R}{\frac {\lambda }{d}}=1.22{\frac {\lambda }{2A}},}
де числова апертура A дорівнює радіусу діафрагми {\displaystyle {\frac {d}{2}}}, поділеному на R', відстань від центру візерунка Airy до краю діафрагми. Якщо розглядати діафрагму радіусом {\displaystyle {\frac {d}{2}}} і лінзу як камеру (див. схему вище), що проектує зображення на фокальну площину на відстані f, то числова апертура A пов'язана із загальновідомим f-числом {\displaystyle N={\frac {f}{d}}} (відношенням фокусної відстані до діаметра лінзи) згідно з формулою
{\displaystyle A={\frac {r}{R'}}={\frac {r}{\sqrt {f^{2}+r^{2}}}}={\frac {1}{\sqrt {4N^{2}+1}}};}
для N ≫ 1 вона просто апроксимується як {\displaystyle A\approx {\frac {1}{2}}N.} Це показує, що найкраща можлива роздільна здатність зображення камери обмежена числовою апертурою (і, відповідно, f-числом) її об'єктива через дифракцію.
Напівмаксимум центрального диска Ейрі (де {\displaystyle 2{\frac {J_{1}(x)}{x}}={\frac {1}{\sqrt {2}}}}) виникає при {\displaystyle x=1.61633995\dots ;} {\displaystyle {\frac {1}{e^{2}}}} точка (де {\displaystyle 2{\frac {J_{1}(x)}{x}}={\frac {1}{e}}}) виникає при {\displaystyle x=2.58383899\dots ,} а максимум першого кільця припадає на {\displaystyle x=5.13562230\dots .}
Інтенсивність 𝐼0 в центрі дифракційної картини пов'язана з повною потужністю 𝑃0 що падає на апертуру, на
{\displaystyle I_{0}={\frac {\mathrm {E} _{A}^{2}A^{2}}{2R^{2}}}={\frac {P_{0}A}{\lambda ^{2}R^{2}}},}
де E - сила джерела на одиницю площі біля апертури, A - площа апертури ({\displaystyle A=\pi a^{2}}) а R - відстань від апертури. У фокальній площині лінзи, {\textstyle I_{0}=(P_{0}A)/(\lambda ^{2}f^{2}).} Інтенсивність у максимумі першого кільця становить близько 1.75% від інтенсивності в центрі повітряного диска.
Вираз для 𝐼(𝜃) можна проінтегрувати, щоб отримати повну потужність, яка міститься в дифракційній картині в межах кола заданого розміру:
{\displaystyle P(\theta )=P_{0}[1-J_{0}^{2}(ka\sin \theta )-J_{1}^{2}(ka\sin \theta )],}
де 𝐽0 і 𝐽1 є функціями Бесселя. Отже, частки повної потужності, що містяться в першому, другому і третьому темних кільцях (де {\displaystyle J_{1}(ka\sin \theta )=0}) становлять 83,8%, 91,0% та 93,8% відповідно.
|  |  |
|  |  |

## Апроксимація за допомогою Гауссового профілю

Радіальний переріз через діаграму спрямованості Ейрі (суцільна крива) та апроксимація її гауссового профілю (штрихова крива). Абсциса відкладена в одиницях довжини хвилі 𝜆 помноженій на f-число оптичної системи.

Повітряний візерунок досить повільно спадає до нуля зі збільшенням відстані від центру, причому зовнішні кільця містять значну частину інтегральної інтенсивності візерунка. Як наслідок, середньоквадратичний розмір плями є невизначеним (тобто нескінченним). Альтернативною мірою розміру плями є ігнорування відносно малих зовнішніх кілець патерну Ейрі та апроксимація центральної пелюстки гауссовим профілем, таким чином, що
{\displaystyle I(q)\approx I'_{0}\exp \left({\frac {-2q^{2}}{\omega _{0}^{2}}}\right)\ ,}
де 𝐼′0 освітленість у центрі шаблону, 𝑞 представляє радіальну відстань від центру шаблону, а 𝜔0 середньоквадратична ширина Гауса (в одному вимірі). Якщо ми прирівняємо амплітуду піку для шаблону Airy і гауссового профілю, тобто {\displaystyle I'_{0}=I_{0},} і знайдемо значення 𝜔0 що дає оптимальне наближення до шаблону, отримаємо
{\displaystyle \omega _{0}\approx 0.84\lambda N,}
де N - f-число. Якщо, з іншого боку, ми хочемо, щоб гаусівський профіль мав такий самий об'єм, як і шаблон Ейрі, то це означає
{\displaystyle \omega _{0}\approx 0.90\lambda N.}
У теорії оптичних аберацій прийнято описувати систему зображення як дифракційно-обмежену, якщо радіус диска Ейрі більший за середньоквадратичний розмір плями, визначений за допомогою геометричної трасування променів (див. Конструкція оптичного об'єктива). Наближення гауссового профілю забезпечує альтернативний спосіб порівняння: використання наведеного вище наближення показує, що гауссова середньоквадратична ширина 𝜔0 гауссового наближення до диска Ейрі становить приблизно дві третини радіуса диска Ейрі, тобто {\displaystyle 0.84\lambda N} замість {\displaystyle 1.22\lambda N.}

## Затемнений візерунок Ейрі
Подібні рівняння можна також отримати для затемненої дифракційної картини Ейрі, яка є дифракційною картиною від кільцевої апертури або пучка, тобто однорідної круглої апертури (пучка), затемненої круглим блоком у центрі. Ця ситуація характерна для багатьох поширених конструкцій рефлекторних телескопів з вторинним дзеркалом, зокрема для ньютонівських телескопів і телескопів Шмідта — Кассегрена.
{\displaystyle I(R)={\frac {I_{0}}{(1-\epsilon ^{2})^{2}}}\left({\frac {2J_{1}(x)}{x}}-{\frac {2\epsilon J_{1}(\epsilon x)}{x}}\right)^{2},}
де 𝜖 - коефіцієнт затемнення кільцевої діафрагми, або відношення діаметра диска, що затемнює, до діаметра діафрагми (променя). {\displaystyle \left(0\leq \epsilon <1\right),} і x визначено як описано вище: {\displaystyle x=ka\sin(\theta )\approx {\frac {\pi R}{\lambda N}},} де R - радіальна відстань у фокальній площині від оптичної осі, 𝜆 - довжина хвилі, а 𝑁 - f-число системи. Часткова енергія по колу (частка повної енергії, що міститься в колі радіусом 𝑅 з центром на оптичній осі у фокальній площині) визначається через
{\displaystyle E(R)={\frac {1}{(1-\epsilon ^{2})}}\left(1-J_{0}^{2}(x)-J_{1}^{2}(x)+\epsilon ^{2}\left[1-J_{0}^{2}(\epsilon x)-J_{1}^{2}(\epsilon x)\right]-4\epsilon \int _{0}^{x}{\frac {J_{1}(t)J_{1}(\epsilon t)}{t}}\,dt\right).}
Для {\displaystyle \epsilon \rightarrow 0}  формули зводяться до наведених вище версій без затемнення.
Практичний ефект наявності центральної перешкоди в телескопі полягає в тому, що центральний диск стає трохи меншим, а перше яскраве кільце стає яскравішим за рахунок центрального диска. Це стає більш проблематичним для телескопів з короткою фокусною відстанню, які потребують більших вторинних дзеркал.

## Порівняння з гауссовим фокусуванням променя
Круговий лазерний промінь з рівномірним профілем інтенсивності, сфокусований лінзою, сформує повітряний візерунок у фокальній площині лінзи. Інтенсивність в центрі фокусу буде становити {\displaystyle I_{0,Airy}=(P_{0}A)/(\lambda ^{2}f^{2}),} де 𝑃0 - повна потужність променя, {\displaystyle A=\pi D^{2}/4} - площа променя (𝐷 - діаметр променя), 𝜆 - довжина хвилі, а 𝑓 - фокусна відстань лінзи.
Гауссівський промінь, що проходить через жорстку апертуру, буде відсікатися. Енергія втрачається і виникає крайова дифракція, яка ефективно збільшує дивергенцію. Через ці ефекти існує гауссівський діаметр променя, який максимізує інтенсивність в далекому полі. Це відбувається, коли {\displaystyle {\frac {1}{e^{2}}}} діаметр Гаусіани становить 89% від діаметра апертури, а інтенсивність на осі в дальньому полі буде 81% від інтенсивності, що створюється рівномірним профілем інтенсивності.

## Зовнішні посилання
- Michael W. Davidson. Concepts and Formulas in Microscopy: Resolution (eng) . Nikon MicroscopyU (website).
  - Kenneth R. Spring; Brian O. Flynn; Michael W. Davidson. Image Formation: Numerical Aperture and Image Resolution (eng) . (Interactive Java Tutorial) Molecular Expressions (website).
  - Kenneth R. Spring; Brian O. Flynn; Michael W. Davidson. Image Formation: Airy Pattern Formation (eng) .(Interactive Java Tutorial) Molecular Expressions.
- Paul Padley. Diffraction from a Circular Aperture., Connexions (website), November 8, 2005. – Mathematical details to derive the above formula.
- "The Airy Disk: An Explanation Of What It Is, And Why You Can’t Avoid It", Oldham Optical UK.
- Weisstein, Eric W. Bessel Function Zeros(англ.) на сайті Wolfram MathWorld.
- Extended Nijboer-Zernike (ENZ) Analysis and Aberration Retrieval.